# Raynald Desjardins
Pour les articles homonymes, voir Desjardins.
Raynald Desjardins, né le 2 octobre 1953 à Montréal, est une figure marquante du milieu de la pègre montréalaise et il était un membre de la Famille Rizzuto. En 2010, il faisait partie d'un violent effort visant à prendre le contrôle des opérations du clan Rizzuto. Il purge actuellement une peine de 14 ans d'emprisonnement pour son rôle dans l'assassinat en 2011 du chef par intérim de la famille Bonanno de New York, Salvatore Montagna. Le canadien–français Desjardins a été décrit comme "le non-italien le plus influent de la mafia montréalaise depuis William Obront et Armand Courville". Malgré le même nom de famille, Desjardins n'a aucun lien de parenté avec André Desjardins, un patron d'union notoirement corrompu qui s'est transformé en usurier.

## Carrière criminelle

### Les débuts
Au milieu des années 1980, les forces de l'ordre considéraient Desjardins comme une figure majeure du trafic de drogue à Montréal. Il était considéré comme le "bras droit" du chef de la famille Rizzuto, Vito Rizzuto, et avait déjà été décrit par les autorités comme " le fournisseur de drogues" de la mafia de Montréal. Desjardins a commencé sa carrière à l'adolescence en travaillant comme serveur dans une discothèque appartenant à la mafia à Montréal. Pour compléter ses revenus, il commença à vendre du haschisch et de l'héroïne à ses employeurs et fut reconnu coupable de trafic de drogue pour la première fois en 1971. Au cours de la décennie suivante, Desjardins était proche du membre de la famille du crime Cotroni, Joseph Di Maulo. À tel point que les hommes sont devenus beaux-frères. Desjardins était l'un des rares Canadiens français à devenir un membre influent de la mafia montréalaise. Le mariage de Di Maulo avec la sœur de Desjardins lui avait conféré un statut unique au sein de l'organisation, alors qu'il n'était pas sicilien.
En 1973, Desjardins accompagna Di Maulo et Paolo Violi à New York pour l'élection de Philip Rastelli à la tête de la famille Bonanno. Quand on lui a demandé de partir, Frank Cotroni, soupçonnant apparemment un piège, a refusé et a plutôt envoyé Di Maulo et Violi comme ses représentants. Desjardins à l'époque était le chauffeur des hommes. Di Maulo et Desjardins ont par la suite été intégrés à l'organisation sicilienne Rizzuto après que les Rizzutos eurent remplacé les Cotroni en tant que groupe du crime organisé dominant à Montréal. Le parrain du clan Rizzuto avait pour politique de coopter les membres de la famille Cotroni afin d'éviter de perturber les opérations et les réseaux existants, notamment ceux avec les Bonanno.
Parmi ceux-ci figurait la "Lebanese Connection", un pipeline de trafic de drogue reliant le Liban à Montréal, que la famille Rizzuto a repris à la fin des années 1970 et au début des années 1980. Au printemps 1984, Desjardins et Rizzuto se sont rendus à Milan pour rencontrer des fournisseurs libanais. Il a été convenu qu'à partir de ce moment-là, ils ne traiteraient qu'avec la famille Rizzuto. Plus tard cette année-là, la police italienne a intercepté 3,5 tonnes de haschisch sur un navire en provenance de Beyrouth à destination de Montréal. À bord, ils ont trouvé un téléavertisseur enregistré au nom de Desjardins. La famille Rizzuto avait des liens antérieurs avec le Liban. Dans les années 1970, ils ont commencé à échanger des armes contre du hachisch avec la Phalange, une milice  chrétienne. La famille Rizzuto était l'un des principaux fournisseurs du groupe pendant la guerre civile libanaise. Le haschich a été amené par bateau de Beyrouth à la côte atlantique du Canada, où il a été transféré sur de plus petits bateaux et débarqué à Terre-Neuve et en Nouvelle-Écosse. De là, il a été amené à Montréal par camion. La voie de contrebande de Desjardins visait à éviter de traiter avec le gang irlandais et canadien du West End, qui dirigeait le port de Montréal. En 1980, le FBI a découvert que la famille Rizzuto passait en contrebande des fusils d’assaut M-16 achetés par les États-Unis et des munitions à Montréal pour exportation au Liban. L'enquête a débuté après que la famille Rizzuto eut engagé un groupe de criminels locaux pour pénétrer dans un arsenal de la Garde nationale à Boston. Le cambriolage lui-même était inhabituel, mais la contrebande d’armes à feu destinées au Liban depuis les États-Unis vers le Canada ne l’était pas.
En 1987, sur l'avis d'un criminel de Terre-Neuve du nom de Michael Hiscock, Desjardins décida que la ville fantôme d'Ireland's Eye, située sur une île isolée au large de Terre-Neuve, serait utilisée pour le transfert de l'opération. Ireland's Eye a été choisi pour son port naturel, les ruines d'une ville abandonnée dans les années 1960 et ses quais inutilisés. La nouvelle opération a commencé à attirer l'attention sur la partie continentale de Terre-Neuve lorsque des pêcheurs locaux ont remarqué de mystérieux convois de camions traversant la nuit une région éloignée. À ce moment-là, la police estimait que 90% du haschisch au Canada provenait du Liban. En décembre de la même année, Desjardins, Rizzuto et quatre autres personnes ont été arrêtés et inculpés par la Gendarmerie royale du Canada (GRC) pour avoir tenté d'introduire du hachisch dans le pays par bateau. La GRC a allégué que Desjardins avait surveillé les relations de la famille avec la Phalange et était responsable de l'ensemble de l'opération de contrebande de haschich au Liban. L’affaire à leur encontre a finalement été classée en 1990 par le comte suprême de Terre-Neuve après qu’il a été découvert que des agents de la GRC avaient tenté d’enregistrer des conversations entre l’accusé et ses avocats au cours du procès. En 1991-1992, Desjardins était la cible d'une autre enquête de la GRC, Project Bedtime, alléguant qu'il avait importé 50 tonnes de haschisch de Libye, qui avait été intercepté dans le port de Montréal à la suite d'un pourboire, mais aucune accusation n'avait été retenue à son encontre.
Au début des années 1990, Desjardins aurait été chargé de gérer les relations avec les Hells Angels dont le chapitre des Nomads à Montréal était dirigé par Maurice Boucher. À l'époque, Desjardins occupait un poste de représentant des ventes chez Amusements Deluxe, une entreprise montréalaise qui fournissait des tables de billard, des flippers et des jeux vidéo à des bars et à des dépanneurs partout au Canada. Amusements Deluxe était principalement une entreprise d’argent liquide. On a prétendu que la société était une façade de la famille Rizzuto, utilisée pour blanchir ses bénéfices, et que Desjardins était plus qu’un simple représentant des ventes, mais dirigeait en fait la société.

### Première incarcération
Raynald Desjardins avait des liens avec des gangs de motards illégaux. En 1993, il avait été arrêté dans le cadre d'une enquête de la GRC intitulée "Opération Jaggy" pour son rôle dans la tentative d'importation de 700 kilos de cocaïne du Venezuela avec les Hells Angels. Le 9 juillet 1993, Desjardins a appelé Vito Rizzuto sur son téléphone cellulaire, lui disant qu'il avait besoin de le voir immédiatement. La GRC qui écoutait a indiqué que Desjardins était le seul associé de Rizzuto à ne pas utiliser le ton formel et respectueux qui lui avait été adressé, ce qui indiquait qu'il détenait le pouvoir au sein de la famille Rizzuto. Le 25 août 1993, Desjardins a été arrêté dans le cadre de l'opération Jaggy et a refusé l'offre de la Couronne de négocier un plaidoyer en échange de son témoignage contre Rizzuto. Desjardins a déclaré: "Vito est mon pote; je vais faire mon temps. Et quand je sors, je vais lui serrer la main". Au moment de son arrestation, Desjardins a révélé un agent corrompu de la GRC, Jean Lord, qui, at-il révélé, avait tenté de lui vendre des informations qui, espérait-il, réduiraient la peine. Le 24 octobre 1994, il a plaidé coupable d’avoir participé à un complot en vue de faire entrer au Canada 5 000 kilos de cocaïne. Il a été condamné à 15 ans de prison.
Alors qu’il purgeait sa peine, Desjardins, surnommé "le millionnaire", exerçait un contrôle sur son institution et sur ses autres prisonniers. La rénovation d'une piste de jogging dans une prison par un entrepreneur avec lequel il était associé et payée avec son propre argent a déclenché une enquête fédérale. [6] Selon un rapport du Service correctionnel du Canada, Desjardins est l'un des chefs d'un gang de prisons Leclerc, composé principalement de Hells Angels et Mafiosi emprisonnés, qui se sont livrés à des incidents violents dans le but de dominer la prison. Il a été "traité comme s'il était un roi" et disposait de son ordinateur personnel et de son bureau dans sa cellule. Malgré le fait qu'il soit impliqué dans plusieurs crimes contre d'autres détenus, il n'a jamais été inculpé.

### Libération et deuxième incarcération
À sa libération le 2 juin 2004, Desjardins a annoncé qu'il en avait terminé avec le crime et qu'il voulait devenir un entrepreneur en construction. Malgré cette affirmation, il a par la suite été mentionné dans l'enquête de la Commission Charbonneau sur la corruption dans les contrats publics. Desjardins a été décrit comme un millionnaire possédant trois entreprises de construction à Montréal: Desjardins and Company, Desjardins et Cie, et Investissements Lasiter et Kane. Ses entreprises étaient principalement actives dans l’achat et la mise en valeur de terrains situés dans l’est de Montréal, qui avaient été vendus par la ville "... pour une fraction de leur valeur marchande". Desjardins s’est dit un "bon ami" de Jocelyn Dupuis, un cadre supérieur de la FTQ. Un responsable syndical a déclaré que le syndicat FTQ avait contribué à ce que la construction de ses sites "se déroule sans heurts".
En 2004, Vito Rizzuto a été inculpé par un grand jury de Brooklyn pour son implication dans un triple meurtre en 1981 et a finalement été expédié aux États-Unis pour y être jugé. Il a ensuite conclu un accord de plaidoyer et a été incarcéré jusqu'en 2012. En son absence, la lutte pour le contrôle des Rizzuto, de Desjardins, de Montagna et d'autres a entraîné une série de meurtres. En 2018, des documents judiciaires italiens décrivaient Desjardins comme le chef de cette "guerre de territoire" contre les Rizzuto. Le 16 septembre 2011, Desjardins a été la cible d'une tentative d'assassinat manquée lorsqu'un homme armé lui a tiré dessus alors qu'il conduisait près de son domicile à Laval. Raynald Desjardins et Salvatore Montagna, jadis alliés, se disputaient, prétendument sous le contrôle du crédit-bail et de la prise de livres. La preuve par écoute électronique a également indiqué que Desjardins soupçonnait Montagna d'avoir échoué de tentative d'assassinat. Moins de deux mois après la tentative de frappe de 2011, Desjardins a pris part au complot ayant abouti au meurtre de Montagna. Montagna a été retrouvé mort le 24 novembre 2011. À l'époque, il était soupçonné d'avoir tenté de nuire aux entreprises de construction de la région de Montréal.
En 2015, Desjardins était la cible d'un autre complot d'assassinat venant de Maurice Boucher (responsable du chapitre des nomads des Hells Angels de Montréal. Le complot échoua et Boucher plaida coupable de complot en vue de commettre un meurtre.